# Videorama
Videorama  fue un programa de televisión  producido y transmitido por MTV Latinoamérica. Tuvo sus inicios en agosto de 1999.

### Descripción
El programa consistía en la transmisión de videos en un orden presumiblemente aleatorio sin ningún tipo de presentación. El show se transmitía desde la madrugada hasta tempranas horas de la mañana y con muchos videos de rotación, ya sea pop, rock, punk, etc.

### Apariencias físicas
El show ha pasado por varias apariencias y/o presentaciones a lo largo de sus años de transmisión en el canal.

### Fin de programa
El 11 de enero de 2009 Videorama fue cancelado y remplazado por Playlist en las mañanas.

## Videosomnia
Al igual que Videorama, Videosomnia también se transmitía en el mismo canal, con las mismas características, solo que este se transmitía en la noche. Hasta 2006, el programa abarcaba gran parte de la programación en el horario nocturno, para luego quedar relegado a una emisión los fines de semana. Todos los bloques de Videosomnia que iban entre lunes y viernes, fueron reemplazados por Asterisco, a inicios de 2009 se canceló junto con Videorama y fue remplazado por Playlist en las noches, de 2009 a 2017 se transmitió en MTV Tr3s.